# Клячанка
Клячанка (словац. Kľačianka) — річка в Словаччині, ліва притока Вагу, протікає в окрузі Ліптовський Мікулаш.
Довжина приблизно 16.0-17.4 км. Витік знаходиться в масиві Низькі Татри (частина Кральова-Голя) — схил гори Крамец — на висоті близько 1420 метрів. Протікає територією сіл Ліптовські Клячани; Любеля і Влахи.
Впадає у Ваг між водосховищами Ліптовська Мара і Бешеньова на висоті приблизно 520—525 метрів.